# Malda (Schiff)
Die Malda (II) war ein 1913 in Dienst gestelltes Passagierschiff der britischen Reederei British India Steam Navigation Company. Sie wurde am 25. August 1917 bei den Scilly-Inseln von einem deutschen U-Boot versenkt.

## Geschichte
Das 7.884 BRT große Dampfschiff Malda wurde auf der Werft Barclay, Curle and Company im Glasgower Stadtteil Whiteinch gebaut und lief am 7. März 1913 vom Stapel. Am 29. April 1913 wurde die Malda fertiggestellt. Der Passagier- und Frachtdampfer war 137,16 Meter lang, 17,68 Meter breit und hatte eine Seitenhöhe von 10,1 Metern. Die dreizylindrige Dreifachexpansions-Dampfmaschine leistete 900 nominale Pferdestärken.
Am Sonnabend, dem 25. August 1917 befand sich die Malda unter dem Kommando von Kapitän Charles Davidson auf einer Überfahrt von Boston nach London. Das Schiff war bewaffnet. Gegen 13.40 Uhr während eines aus Nordost kommenden Starkwinds wurde die Malda 130 Seemeilen südwestlich von Bishop Rock vor den Scilly-Inseln von dem deutschen U-Boot U 70 unter dem Kommando von Kapitänleutnant Otto Wünsche torpediert.
Der Torpedo schlug in die Backbordseite ein und ließ den Maschinenraum voll laufen. Die Rettungsboote wurden zu Wasser gelassen, aber die Malda sank zunächst nicht. U 70 tauchte auf und wollte mit den Booten Kontakt aufnehmen, aber wegen der stürmischen Winde kam es nicht dazu. Kapitän Davidson wollte mit seinem Boot die Scilly-Inseln anlaufen, wurde aber von einem Schiff aufgenommen und in Milford Haven an Land gesetzt.
Das Rettungsboot, in dem sich der Erste Offizier befand, blieb in der Nähe der immer noch schwimmfähigen Malda, da man hoffte, in Kürze wieder an Bord des Schiffs gehen zu können. Das U-Boot zwang das Rettungsboot jedoch in die Flucht. Am folgenden Morgen kenterte der Dampfer und ging unter. Die Rettungsboote kamen an verschiedenen Stellen an Land. 64 Menschen kamen durch die Versenkung der Malda ums Leben.